# پوپووو تومکووه

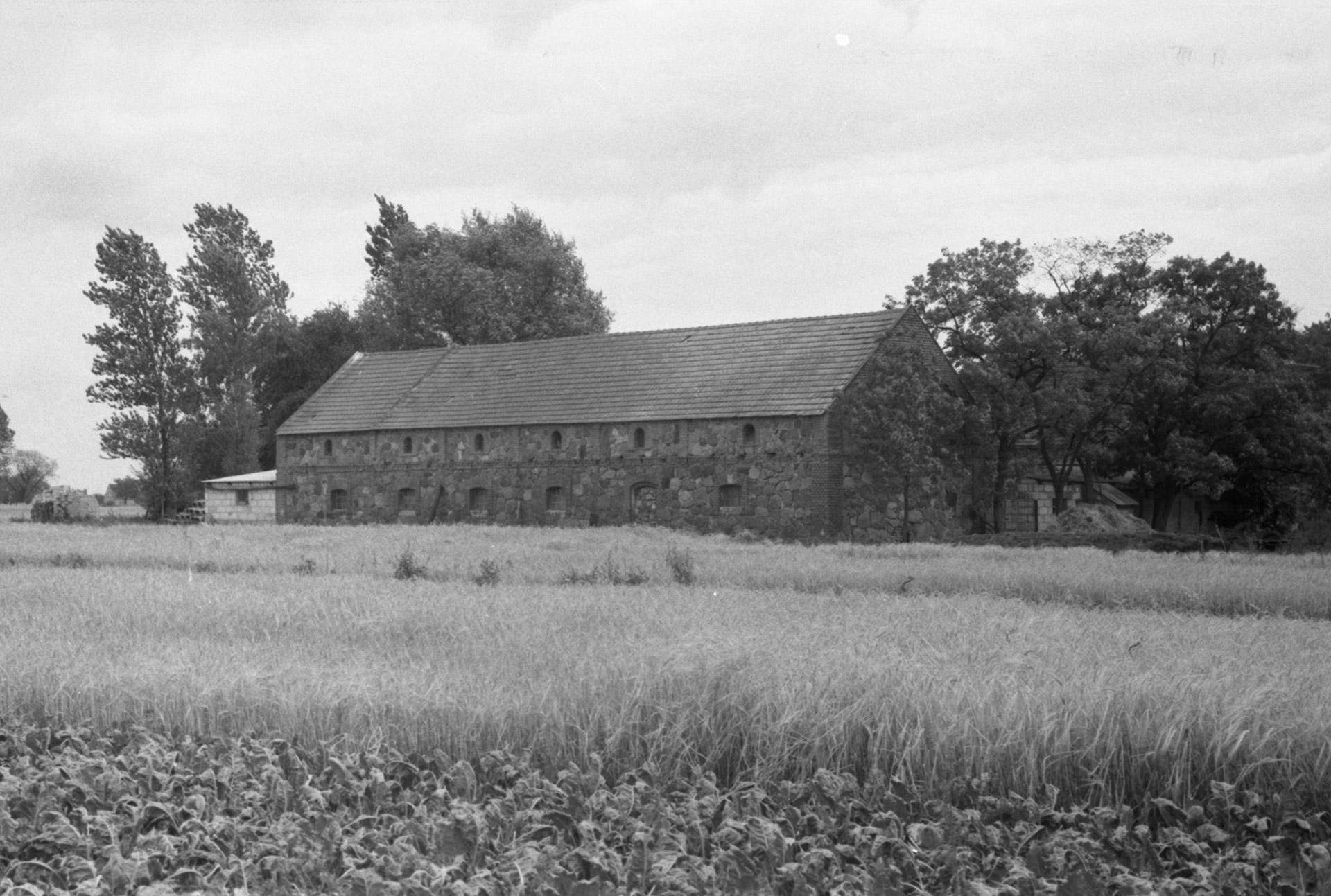
منظرهای زیبا از یک مرغ داری در پوپووو تومکووه

پوپووو تومکووه (به لهستانی:  Popowo Tomkowe) یک روستا در لهستان است که در گمینا میلشن واقع شده‌است.